# Fear & Hunger
Fear & Hunger — рольова відеогра в жанрі виживання та жахів, розроблена та випущена фінським незалежним розробником Міро Хаверіненом 11 грудня 2018 року для Microsoft Windows. Гра поєднує елементи покрокового бою, процедурної генерації та психологічного жаху, відзначаючись високим рівнем складності та похмурою атмосферою.
Дія Fear & Hunger розгортається у темному фентезійному всесвіті, де гравець обирає одного з чотирьох персонажів, які спускаються у прокляте підземелля, відоме як Темниця Страху та Голоду (ориг. Dungeon of Fear and Hunger). Там на них чекають смертельні пастки, складні головоломки, жорстокі вороги та містичні сили. Ігровий процес передбачає управління обмеженими ресурсами, систему каліцтва, що дозволяє цілеспрямовано атакувати частини тіла ворогів, а також нелінійну оповідь із численними кінцівками.
Гра отримала загалом позитивні відгуки, причому критики відзначили унікальну атмосферу, глибоку ігрову механіку та похмурий наратив. Водночас вона зазнала критики через високий рівень складності, присутність друкарських помилок у текстах та зображення деяких суперечливих тем, зокрема сексуального насильства.
Продовження, Fear & Hunger 2: Termina, було випущене 9 грудня 2022 року, розширюючи ігровий світ і додаючи нові механіки.

## Ігровий процес

#### Вибір персонажа та передісторії
На початку гри Fear & Hunger гравець обирає одного з чотирьох персонажів, кожен із яких належить до унікального класу:
```
* 
Лицар (Knight)

* 
Найманець (Mercenary)

* 
Темний жрець (Dark Priest)

* 
Чужинець (Outlander)
```

Кожен персонаж має власний набір характеристик, здібностей та стартового спорядження. Після вибору класу гравець проходить тест із кількох запитань, які визначають його передісторію. Відповіді на ці запитання надають певні переваги, зокрема додаткові предмети, унікальні вміння або зміни в початкових умовах гри.

#### Рівні складності
Перед початком гри користувач обирає один із чотирьох рівнів складності. Вони впливають на доступність ресурсів, частоту збережень, рівень загрози ворогів та загальну складність проходження підземелля.

#### Підземелля та дослідження світу
Гравець повинен пройти через Темницю Страху та Голоду (Dungeon of Fear and Hunger), наповнену смертельними пастками, агресивними монстрами та іншими небезпеками. Досліджуючи локації, можна знаходити корисні предмети, зброю та записки, що розширюють історію світу.
Протягом гри гравець також зустрічає численних неігрових персонажів (NPC), деяких із яких можна завербувати у свою команду. Напарники можуть допомагати в боях, надавати корисну інформацію або ж зрадити гравця за певних обставин.

#### Бойова система та виживання
У Fear & Hunger використовується покрокова бойова система, що має унікальну механіку розчленування. Гравець може цілеспрямовано атакувати певні частини тіла ворогів, щоб обмежити їхні можливості в бою. Наприклад, відсічення руки може позбавити противника можливості атакувати зброєю, а знищення ніг — обмежити його рухливість.
Крім фізичних ушкоджень, у грі також важливо стежити за двома основними параметрами:
- Голод (Hunger) — якщо персонаж не отримує їжі, його характеристики поступово знижуються, що ускладнює виживання.
- Здоровий глузд (Mind) — втрата розумової стійкості може призвести до негативних ефектів, включно з галюцинаціями та панічними атаками.

Обидва параметри з часом погіршуються, змушуючи гравця активно шукати їжу та способи зберігати розсудливість.

#### Механіка випадковості та система монети
У грі багато механік засновані на випадковості. Однією з ключових особливостей є механіка підкидання монети, що використовується для ухвалення критичних рішень, включаючи успішне збереження гри. Гравець повинен правильно передбачити, яким боком упаде монета, щоб отримати бажаний результат. 

## Сюжет та історія світу

### Передісторія світу
Світ Fear & Hunger пронизаний жахом, відчаєм та божественними інтригами. У ньому існують Старі Боги (Old Gods) та Нові Боги (New Gods), які впливають на долю смертних.
Старі Боги колись панували над світом, але їх влада з часом ослабла. Вони уособлюють первісний жах, хаос і нерозгадані таємниці буття. Багато хто вірить, що вони й досі існують за межами людського розуміння, спостерігаючи за світом крізь завісу реальності.
Нові Боги, на відміну від Старих, були колись звичайними людьми, які завдяки жорстоким ритуалам і жертвопринесенням отримали божественний статус. Вони не настільки всемогутні, як їхні попередники, але мають значний вплив на реальність.

### Королівство Рондел(Rondel)
Колись могутня держава, Рондел відігравала ключову роль у формуванні світу Fear & Hunger. Вона була відома своїми завоюваннями, безжальним правлінням і розвитком темних мистецтв, таких як некромантія та алхімія. Королівство активно експериментувало з людським тілом та душею, намагаючись створити ідеальних воїнів та досягти безсмертя.
Темниця Страху та Голоду, де відбуваються події гри, спочатку слугувала секретною лабораторією для алхімічних та окультних експериментів рондальських магів. Саме тут проводили ритуали, спрямовані на досягнення божественності, що зрештою призвело до появи Нових Богів. Пізніше, після падіння королівства, ця темниця перетворилася на в’язницю для політичних в’язнів, єретиків і жертв темних експериментів.
Рондаль вів війни проти багатьох народів, зокрема проти пустельних племен, що поклонялися Старим Богам. Війна спричинила хаос і призвела до краху держави. Саме після цього його території поринули в анархію, а залишки рондальської алхімії та окультних знань поширилися серед тих, хто шукав влади будь-якою ціною.
Через події гри можна знайти залишки рондальської спадщини: записи алхіміків, ритуальні артефакти та жахливих мутантів, які стали наслідком їхніх експериментів. Спадщина цього королівства є однією з головних причин, чому Темниця Страху та Голоду стала осередком жаху та прокляття.

### Темниця Страху та Голоду(Dungeons of Fear and Hunger)
Головні події гри відбуваються в похмурому підземеллі, яке служило в’язницею, лабораторією та місцем для ритуалів. Тут містили найбільших злочинців, єретиків і політичних в’язнів. У темниці проводили експерименти над людьми, використовуючи заборонену алхімію та некромантію.
Темниця також була ареною для ритуалів, спрямованих на досягнення божественності. Саме тут почали з’являтися жахливі створіння та мутанти, що стали результатом цих експериментів.

## Головні персонажі та їх мотивація

### Д'арс(The Knight)
Лицар — вірна воїтелька з ордену, що служила під командуванням Леґарда, легендарного лідера, який зник за загадкових обставин. Її головна мета — знайти та врятувати свого командира, який, за чутками, перебуває у Темниці Страху та Голоду. Вона діє з почуття обов’язку та особистої відданості, прагнучи не лише врятувати Леґарда, а й зрозуміти, що привело його до цього жахливого місця.
Основна мотивація: Порятунок Леґарда, вірність та честь.

### Кахара(The Mercenary)
Найманець — досвідчений боєць, який шукає багатство та славу. Його головна причина для спуску в темницю — легенди про безцінні скарби, які залишили алхіміки та жерці, що колись проводили тут свої ритуали. Він не має особистої прив’язаності до інших подій гри, але готовий ризикувати життям заради власної вигоди.
Основна мотивація: Жадоба до багатства, бажання знайти легендарні скарби.

### Енкі(The Dark Priest)
Темний жрець — представник окультного ордену, який прагне глибших знань про заборонені ритуали та Старих Богів. Його мета — осягнути таємниці, приховані у стінах темниці, і, можливо, стати частиною цього божественного ланцюга. Він розглядає Темницю Страху та Голоду як місце, де зосереджена найчистіша форма сили, здатна змінити його природу та піднести його над смертними.
Основна мотивація: Пошук містичних знань, прагнення божественної сили.

### Рангвальдр(The Outlander)
Чужинець походить із племені, яке зазнало нападу та геноциду з боку цивілізованих держав, таких як Рондел. Він виріс у світі, де темна магія та жорстокість були єдиним способом вижити. Його мета — знайти спосіб помститися за свою батьківщину, а Темниця Страху та Голоду здається йому місцем, де можна здобути силу, необхідну для цього. Його шлях — це поєднання особистої ненависті, пошуку сили та виживання в жорстокому світі.
Основна мотивація: Помста за знищений народ, пошук сили для відплати.

## Важливі персонажі
- Леґард (Le'garde)   Один із ключових персонажів гри, легендарний командир, якого було викрадено та ув'язнено у Темниці Страху та Голоду. Він є лідером групи, яка намагалася повалити королівську владу. Його доля значною мірою залежить від виборів гравця: він може бути врятований, принесений у жертву або навіть сам перетворитися на монстра.
- Дівчинка (The Girl)   Загадкова дитина, яку гравець може зустріти у підземеллі. Вона володіє надприродним розумінням світу та, можливо, пов’язана з вищими силами. Якщо гравець захищає її протягом усієї гри, вона відіграє важливу роль у розкритті таємниць підземелля. Деякі теорії вказують, що вона може бути реінкарнацією божественного створіння.
- Покеткет (Pocketcat)   Таємнича істота, яка виступає торговцем у темниці. Він володіє знаннями про підземелля та часто спілкується з гравцем у незвичній, грайливій манері. Покеткат приймає як валюту не лише звичайні предмети, але й більш похмурі "ресурси", наприклад, частини людського тіла. Його справжня природа залишається загадкою, проте він може бути пов’язаний із богами або іншими темними силами.

- Чоловік у золотій масці (The Golden Masked Man)   Загадковий персонаж, який слідує за гравцем і здається пов’язаним із ритуалами підземелля. Його справжні наміри залишаються незрозумілими, але він може бути або корисним союзником, або небезпечною загрозою.
- Король у Жовтому (The Yellow King)  Колишній правитель, який намагався досягти божественності через темну магію та жорстокі ритуали. Його вплив можна побачити у багатьох аспектах світу гри, адже саме він стояв за численними експериментами та культом Нових Богів. Образ Короля у Жовтому частково натхненний однойменним твором Роберта В. Чемберса, а також класичними концепціями божевілля та одержимості.

## Давні боги
У світі Fear & Hunger домінує пантеон могутніх та жорстоких божеств, які впливають на події та світ гри. Вони уособлюють хаос, страждання та незбагненні сили, що керують людськими долями.
- Грогорот (Gro-goroth) — бог руйнування, кровопролиття та хаосу. Його послідовники прагнуть нестримної деструкції, а жертвопринесення йому дарують безмежну силу.
- Сулах (Sulach) — бог, що символізує мудрість і бачення майбутнього. Його сліди можна знайти в книгах, містичних артефактах та видіннях.
- Годон (Godon) — бог гниття та розкладу, відповідальний за хвороби та знищення всього живого. Його вплив спостерігається у проклятих землях, спотворених істотах та заражених людях.
- Фальейн (Alll-mer) — один із найвідоміших богів, шанований як месія. Його культ вірить у милосердя, але його справжня природа залишається загадковою.
- Ферромансер (The Yellow Mage) — істота, яка отримала божественну силу шляхом спотворення власного тіла та свідомості.

Ці боги відіграють важливу роль у розкритті лору гри. Гравець може поклонятися їм, здобуваючи магічні здібності та унікальні можливості, або ж намагатися боротися проти їхнього впливу.

## Культи та темна магія
Крім богів, у грі важливу роль відіграють таємничі культи, що намагаються відновити давні ритуали. Деякі з них досліджували магічні обряди, що дозволяли змінювати людську природу, створювати химер та оживляти мертвих.
Одним із найвпливовіших культистів є Наследник (The New God), який намагається використати силу підземелля, щоб здобути статус божества. Його експерименти створили жахливих мутантів, яких гравець зустрічає в глибинах темниці.

## Значення темниці та альтернативні реальності
Темниця Страху та Голоду є не просто фізичним місцем, а й своєрідним центром надприродних явищ. Деякі персонажі стверджують, що підземелля може змінювати реальність, створюючи часові аномалії та зв’язуючи різні світи.
Це пояснює появу ворогів та істот, які існують поза межами звичайного людського сприйняття. Деякі гравці теоретизують, що підземелля — це вхід у зовсім інший вимір, контрольований богами, що використовують його як арену для власних експериментів.

## Кінцівки
У Fear & Hunger доступно чотири основні кінцівки, які залежать від дій гравця та його виборів протягом гри. Деякі з них відкривають додаткову інформацію про світ гри, тоді як інші залишають долю персонажа невизначеною або трагічною.

#### Кінцівка A — Бог Страху та Голоду (Ending A: The god of Fear & Hunger)
Основна кінцівка, яка відкривається, якщо гравець відводить Дівчинку до пащі Бога Глибин та досягне Серця Глибин. Дівчинка переродиться в бога Страху та Голоду, який виступає фінальним босом. Однак у будь-якому випадку бог Страху та Голоду вбиває протагоніста та започатковує нову епоху.
Не дивлячись на жорстокий та трагічний фінал для протагоніста, ця кінцівка вважається найкращою серед основних варіантів, адже народження бога Страху та Голоду розриває цикл, встановлений Старими Богами для контролю людства.

#### Кінцівка B — Старший (Ending B: The Older one)
Якщо ж дістатися Серця Глибин без Дівчинки, гравець стикнеться там із Грогоротом. Якщо перемогти його, почнеться діалог, однак при будь-якому виборі реплік гравець гине й досягає цього фіналу.

#### Кінцівка C — Жовтий Король (Ending C: The Yellow King)
Якщо врятувати Леґарда на початку гри та довести його до Трону Вознесіння, він сам на нього сяде, замість головного героя, та розкриє, що він це все спланував задля становлення новим богом - Жовтим Королем.
Ця кінцівка ділиться на дві варіації. Гравець може або схилитися перед Жовтим Королем, або вбити його. У першому випадку Леґард стане завойовувати нові землі та стане божевільним тираном, а в другому протагоніст вибереться з Підземелля Страху та Голоду, однак із часом повернеться туди назавжди.

#### Кінцівка D — Новий бог (Ending D: A new god)
Базова кінцівка, у якій гравець забирає душі всіх нових богів та сідає на Трон Вознесіння та стає новим богом, який правитиме, як йому заманеться. Однак це лише продовжить цикл нових богів, тож через кілька сторічь прийде новий авантюрист, що захоче стати богом, та вб'є протагоніста.
Кінцівка E — Втеча? (Ending E: Escape?)
Якщо гравець після знаходження мертвого Леґарда піде до виходу до підземелля, це відкриє нову кінцівку, у якій герої радітимуть тому, що залишилися в живих. Однак поступово вони все більше не віритимуть у своє спасіння, і в результаті виявиться, що втеча була лише галюцинацією, і персонажі досі в підземеллі.
Кінцівки S
Окрім основних, у грі є кінцівки під літерою S. Вони унікальні для кожного персонажа й доступні лише на найвищому рівні складності. Ці кінцівки є найкращими фіналами для персонажів.

## Розробка
Fear & Hunger створена на рушію RPG Maker MV і розроблялася протягом двох років.
Відеогра була розроблена майже одноосібно Міро Хаверіненом. В одному з інтерв'ю він заявив, що ідея гри народилася ще в шкільні роки, коли він пропонував своїм однокласникам морально незручні гіпотетичні ситуації, які відбувалися б в огидному підземеллі. Перша демоверсія Fear & Hunger слугувала практичною частиною академічної дисертації Хаверінена. Хаверінен заявив, що натхненням для гри стало бажання створити відчуття невблаганної темряви та поекспериментувати з різними способами викликати безнадію і жах. Серед джерел натхнення Хаверінен назвав Silent Hill, Hellraiser, Amnesia: The Dark Descent, Nethack, Berserk, ігри серії Souls та Mortal Kombat. Деякі аспекти гри, зокрема плавання, були вирізані під час розробки.

## Вихід
Fear & Hunger вийшла на платформах Steam та Itch.io 11 грудня 2018 року.

## Продовження
Fear & Hunger 2: Termina була випущена 9 грудня 2022 року на Steam та Itch.io. Сиквел було випущено без видавця і має ширший вибір ігрових персонажів, більше розкриття історії та нові механіки.

## Огляди
Fear & Hunger отримала широке визнання як від критиків, так і від гравців. Критики високо оцінили атмосферу гри, ігролад, наратив та невблаганну складність. Маркус Джонс у статті для DualShockers писав: «Fear & Hunger — це абсолютна суть виснажливої гри, де смерть є природною частиною гри. Проте ті, хто наполегливо застосовує свої знання з минулих проходжень до поточного, отримують унікальний досвід проходження підземелля, яке буквально змусить вас повзти назад за новими можливостями».
Домінік Тарасон, який пише для Rock Paper Shotgun, похвалив ігровий процес і атмосферу гри, але розкритикував непоодинокі друкарські помилки, різну якість ілюстрацій і деякі сексуальні аспекти гри.
Лоренцо Сабатіно з The Games Machine загалом похвалив гру, але розкритикував випадкові елементи складності гри як несправедливі та такі, що розчаровують.
Бразильський рецензент Кауе Батіста описав Fear & Hunger як «захопливу», але «проблематичну», похваливши атмосферу гри та механіку занурення, але розкритикувавши деякі «хворобливі» аспекти гри, зокрема, «тривіалізацію сексуального насильства».